# Roberto Challe
Roberto Carlos Challe Olarte (* 24. November 1946 in Lima; † 10. September 2024 ebenda) war ein peruanischer Fußballspieler und -trainer. Er nahm an der Fußball-Weltmeisterschaft 1970 in Mexiko teil.

## Karriere

### Spielerkarriere
Roberto Challe begann seine fußballerische Laufbahn im Jahr 1964 in seiner Heimatstadt Lima beim dortigen Klub Centro Iqueño. 1966 wechselte er zum heutigen peruanischen Rekordmeister Universitario de Deportes, mit dem er 1966, 1967, 1969 und 1971 die peruanische Meisterschaft gewann.
Anschließend setzte er seine Karriere bei Defensor Lima aus dem Stadtbezirk Breña fort. Mit diesem Verein wurde er 1973 erneut peruanischer Meister.
Danach schloss er sich für zwei Jahre den Sport Boys aus Callao an. 1976 kehrte er nach Lima zurück und spielte ein Jahr für Sporting Cristal aus dem Stadtbezirk Rímac. Nach einem weiteren Jahr bei Universitario de Deportes wechselte er 1978 zu Universidad Católica nach Ecuador. Nach einer Spielzeit kehrte er 1979 erneut nach Lima zurück, wo er sich Deportivo Municipal anschloss.
Am Ende der Saison 1980 beendete er nach einer weiteren Saison bei Universitario de Deportes seine aktive Laufbahn als Spieler.

### Nationalmannschaft
Zwischen 1967 und 1973 bestritt Roberto Challe 48 Länderspiele für die peruanische Fußballnationalmannschaft, in denen er vier Tore erzielte. Er wurde in das peruanische Aufgebot für die Fußball-Weltmeisterschaft 1970 in Mexiko berufen. Bei diesem Turnier kam er in allen Vorrundenspielen sowie bei der 2:4-Niederlage im Viertelfinale gegen den späteren Weltmeister Brasilien zum Einsatz. Beim 3:0 im Gruppenspiel der Vorrunde gegen Marokko erzielte er den Treffer zum zwischenzeitlichen 2:0.

### Trainerkarriere
Als Trainer arbeitete Challe seit Anfang der 1980er Jahre für eine Vielzahl peruanischer Klubs, darunter Juan Aurich, Defensor Lima, León de Huánuco und Deportivo Wanka. Die Engagements waren meist nach nur einem Jahr beendet. Für einige Vereine war er mehrfach tätig. So trainierte er insgesamt viermal den Klub Deportivo San Agustín. Mit Universitario de Deportes, wo er bereits als Spieler am Gewinn von vier Meistertiteln beteiligt war, wurde er als Trainer 1999 und 2000 ebenfalls peruanischer Meister.
Er betreute die peruanische Nationalmannschaft während der Qualifikation für die Weltmeisterschaft 1986. Dabei verpasste sein Team die direkte Qualifikation im letzten Gruppenspiel durch ein 2:2 in Buenos Aires gegen den späteren Weltmeister Argentinien. Nach dem Ausscheiden in den anschließenden Play-off-Spielen gegen Chile endete Challes Tätigkeit als peruanischer Nationalcoach.

## Erfolge

### Als Spieler
- Peruanische Meisterschaft:
- 1966, 1967, 1969, 1971 mit Universitario de Deportes
- 1973 mit Defensor Lima

### Als Trainer
- Peruanische Meisterschaft:
- 1999, 2000 mit Universitario de Deportes